# Лаврентій (Макаров)
Лаврентій Макаров (1808 —14 липня 1876) — церковний діяч часів Російської імперії.

## Життєпис
Син паламаря Івана Макарова. Народився в 1808 році в селі Кузьминський Кромского повіту Орловської губернії. Отримав ім'я Дмитро. Початкову освіту здобув в Орловському духовному училищі і Орловській духовній семінарії.
У 1831 році вступив до Київської духовної академії. Закінчивши одним з кращих учнів академію Макаров 17 жовтня 1835 року був затверджений у ступені магістра богослов'я і словесних наук і призначений бакалавром з церковної історії. 1838 року призначено помічником інспектора академії.
10 листопада 1841 роки за Дмитро Макаров був зведений в звання екстраординарного професора історичних наук. 10 серпня 1843 року прийняв чернечий постриг, змінивши ім'я на Лаврентій. Вже 14 серпня отримав сан ієродиякона, а 15 серпня — ієромонаха.
1844 року Лаврентій (Макаров) був призначений намісником Києво-Печерської лаври з возведенням у сан архімандрита зі ступенем 1-го класу та зі звільненням від професорської посади.
1852 року призначено настоятелем Видубицького монастиря. Намісником лаври замість нього став Іоанн Петін.
1854 року Лаврентій Макаров призначається архімандритом Валдайського Іверського монастиря. Водночас отримав орден Св. Володимира III ступеня. З його ініціативи художньо оздоблена рака для мощей Святого Якова Боровицького. Також було оновлено будівлі монастирі, зведено нові, збільшено майже вдвічі кількість ченців. У 1861 році виклопотав у скарбниці острова на Валдайському озері з величезним лісом. Того ж року призначено головою комітету для створення жіночої чернечої громади в с. Короцко Валдайського повіту, яка відкрилася в 1871 році.
Через слабке здоров'я залишив посаду архімандрита. Помер 2 (14) липня 1876 року.